# Cassia aldabrensis
Cassia aldabrensis är en ärtväxtart som beskrevs av William Botting Hemsley. Cassia aldabrensis ingår i släktet Cassia och familjen ärtväxter. IUCN kategoriserar arten globalt som sårbar. Inga underarter finns listade i Catalogue of Life.